# Espanya (geografia)
Espanya (del llatí: Hispania) és el nom antigament donat a la península europea que avui en dia rep el nom d'Ibèrica. Durant el període romà esdevingué una demarcació administrativa i el concepte geogràfic evolucionà després de la conquesta musulmana, quan esdevingué el nom amb què els cristians anomenaven l'Àndalus en oposició a la Gòtia.

## Període romà

La Península d'Espanya durant la primera divisió provincial romana

El nom prové del llatí Hispania, nom probablement d'origen fenici i amb un significat merament geogràfic per referir-se a la península anomenada actualment Ibèrica i que també incloïa les illes Balears i les costes de la Mauritània Tingitana. A la península d'Espanya els romans establiren dues unitats administratives el 197 aC: la Hispània Citerior, reanomenada després Tarraconense, i la Hispània Ulterior, que després esdevingué la Bètica i la Lusitània.
Quatre segles després l'emperador Dioclecià (284-305) reorganitzà l'administració de l'imperi i establí a península d'Espanya la primera unitat administrativa, la qual convertí en diòcesi i l'anomenà diòcesi de les Espanyes, englobada dins la prefectura de les Gàl·lies. Territorialment estava formada per la península d'Espanya i la Mauritània; les illes Balears hi foren incorporades per l'emperador Teodosi I el Gran un segle després; no incloïa però ni la Vall d'Aran ni la conca basca del Bidasoa.

## Període visigòtic
A l'esfondrament de l'Imperi Romà d'Occident s'iniciaren les invasions bàrbares, i els sueus, vàndals i visigots s'establiren a la península d'Espanya, mentre els romans d'Orient conquerien les costes meridionals. El rei Leovigild establí el 573 el Regne visigòtic de Toledo, la primera entitat política establerta a la península espanyola. Un segle i mig després el regne de Toledo aconseguir dominar tota la península d'Espanya sota el govern del rei Suíntila, que incloïa la Septimània situada a la Gàl·lia Narbonesa i la riba africana de l'estret de Gibraltar, però sense les illes Balears, dominades pels romans d'Orient.

## Segle IX-XV

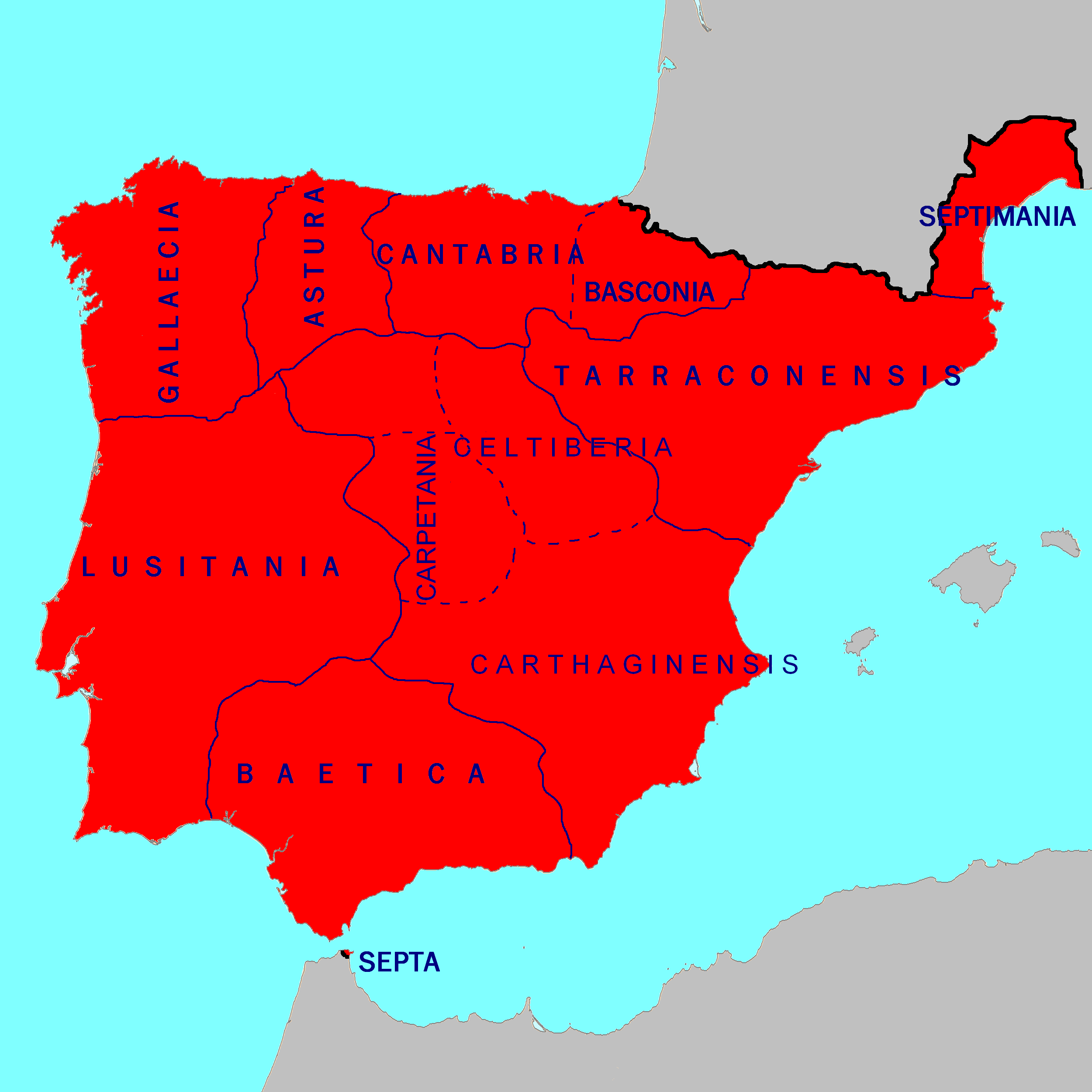
La península d'Espanya durant el Regne de Toledo vers el 700

El 711 s'inicià la conquesta islàmica que esforndrè el Regne de Toledo. A finals del 800 i principis del 900 sembla que cristal·litzà un concepte múltiple d'Espanya. Els musulmans anomenen Àndalus a la península d'Espanya, les illes Balears i els glacis del Marroc; d'ençà d'Abd-ar-Rahman III, el nom d'Àndalus s'utilitza tant en un sentit ampli per designar la península d'Espanya, com en un sentit restringit per anomenar el país sota el seu control i en oposició a Al-Franja.
Pels cristians, el rei Alfons III d'Astúries es proclamà successor del Regne de Toledo, de manera que primer Oviedo, i després Lleó, seran considerats les successores legítimes de Toledo com a metròpoli de diòcesi de les Espanyes. Quan all 1085 el rei Alfons VI de Lleó conquerí Toledo, es proclamà emperador de les dues religions, tant la cristiana com i musulmana. El 1035 Alfons VII de Lleó es coronà a Lleó i exigí el vassallatge dels emirs musulmans de Saragossa, València, Dénia i Múrcia, així com dels reis cristians de Portugal, de Navarra, d'Aragó i al comte de Barcelona, proclamantse rei i emperador de tota d'Espanya ("rex et imperator totius Hispaniae"), assenyalant que encara Espanya tenia un sentit geogràfic que incloïa tant a cristians com a musulmans, i tant els territoris sota el seu control com els que no estaven.
La zona oriental de la península d'Espanya fou conquerida per l'Imperi Carolingi i va rebre el nom de Límit d'Espanya (Limes Hispanicus) i Frontera Espanyola (Marca Hispanica), mostrant que per als carolingis la península d'Espanya encara tenia un sentit geogràfic. Als comtats de la Marca Hispanica les conquestes del comte Ramon Berenguer I de Barcelona en territori de l'Àndalus li valgueren que als Usatges rebés la denominació d'"apoderador d'Espanya", designant Espanya a les terres de l'Àndalus. Així mateix en les cròniques catalanes el concepte d'Espanya continua tenint un sentit geogràfic.
La dinastia Trastàmara continua mostrant un sentit geogràfic de la península d'Espanya amb la idea dels "cinc regnes d'Espanya": Portugal, Lleó, Castella, Navarra i Aragó i el seu intent per unificar-los mitjançant aliances matrimonials sota una direcció castellanolleonesa.

## Segle XV-XVIII
L'humanisme orientà els seus esforços vers la restauració tant del neovisigotisme com del neoromanisme, representat pel Paralipomenon Hispaniae del cardenal Margarit, que considerava la unitat política de la península d'Espanya com una diarquia dinàstica que havia d'agermanar les Espanyes Citerior i Ulterior. El matrimoni d'Isabel I de Castella amb Ferran II d'Aragó suposà un pas vers aquesta direcció, que es culminà amb la dinastia de l'Àustria en el regnat de Felip II de Castella i la incorporació del regne de Portugal. Durant aquest període el concepte de península d'Espanya passa a tenir un component polític representat en les expressions "corona d'Espanya" i rei de les Espanyes (Hispaniarum Rex).
La separació del regne de Portugal en 1668 no suposà però una renúncia a la denominació Espanya. Reconeguda la independència d'aquesta darrera, els Àustria van fer un detriment de les denominacions Corona de Castella i d'Aragó, tot monopolitzant el nom "Corona d'Espanya" o "de les Espanyes". Els Borbons del s. XVIII ja no consideren la unitat d'Espanya sota un prisma dinàstic pluralista, sinó sota un prisma absolutista i unitari. Amb el Decret de Nova Planta on es van abolir els furs d'Aragó, Catalunya i València, ja no hi havia raó de separar les diferents institució de la Corona, quedant la denominació de Regne d'Espanya.